# تونی بریتون
تونی بریتون (به انگلیسی: Tony Britton) با نام کامل آنتونی ادوارد لوری بریتون (به انگلیسی: Anthony Edward Lowry Britton) زادهٔ ۹ ژوئن ۱۹۲۴ – درگذشته ۲۲ دسامبر ۲۰۱۹) هنرپیشه اهل انگلستان بود.

## فیلم‌شناسی
- مظنون (۱۹۶۰)
- زمستان آخر (۱۹۶۰)
- یکشنبه خونین یکشنبه (۱۹۷۱)
- روز شغال (۱۹۷۳)
- نگهبان شب (۱۹۷۳)
- آگاتا (۱۹۷۹)
- دختری در سوپ من (۱۹۷۰)